# Kladzany
Kladzany (allemand : Klatschan) est un village de Slovaquie situé dans la région de Prešov.

## Histoire
Première mention écrite du village en 1391.

## Démographie

### Évolution de la population
| Année:               | 1994. | 2004.   | 2014.   | 2024.   |
| -------------------- | ----- | ------- | ------- | ------- |
| Nombre de personnes: | 621   | 559     | 537     | 529     |
| Différence:          |       | -9,98 % | -3,93 % | -1,48 % |

| Année:               | 2023. | 2024.   |
| -------------------- | ----- | ------- |
| Nombre de personnes: | 531   | 529     |
| Différence:          |       | -0,37 % |